# 水橋駅
水橋駅（みずはしえき）は、富山県富山市水橋伊勢屋にある、あいの風とやま鉄道線の駅である。
2015年3月14日の北陸新幹線開業による経営移管までは、西日本旅客鉄道（JR西日本）北陸本線の駅であった。

## 歴史

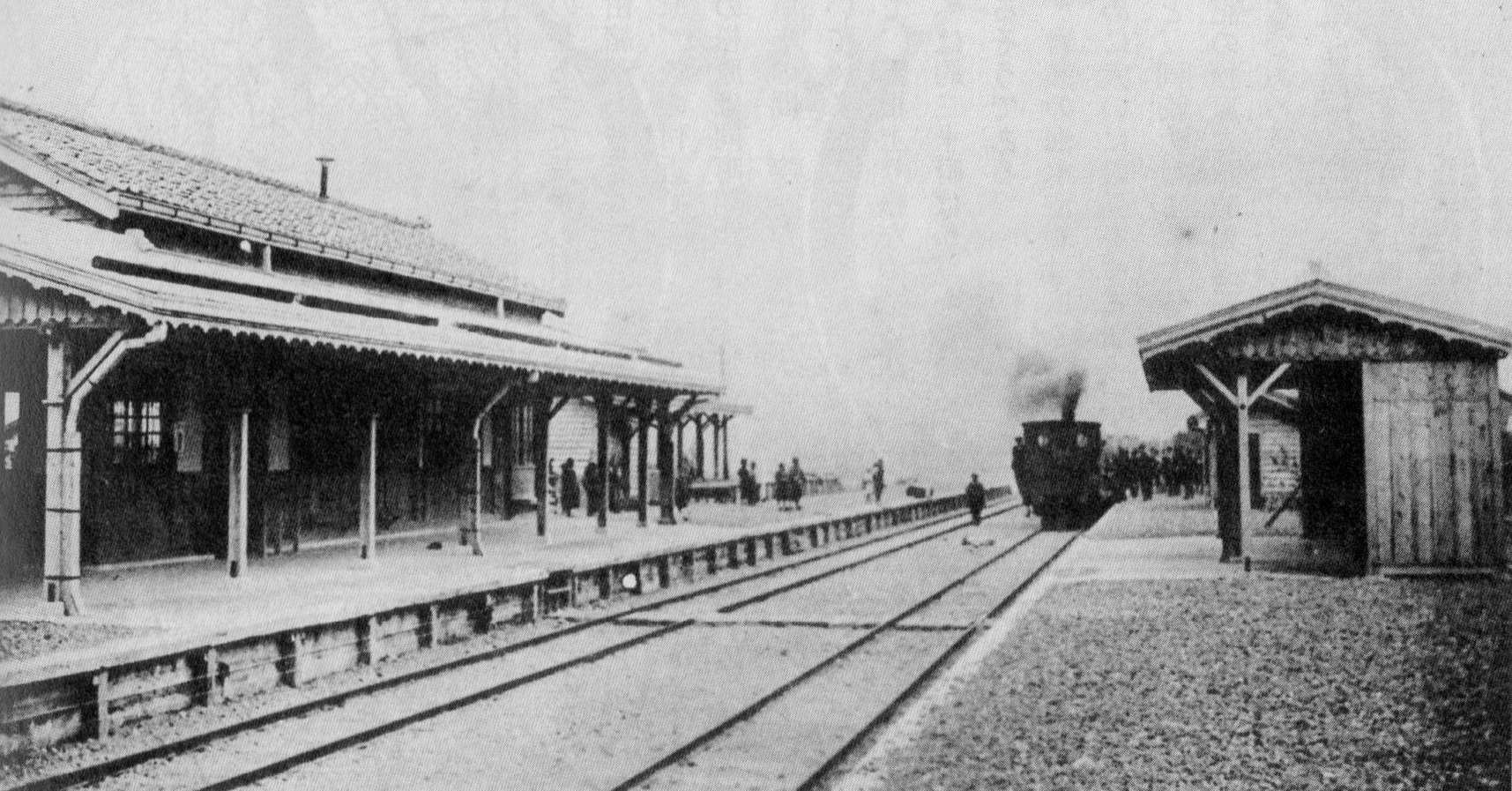
開業当初の水橋駅

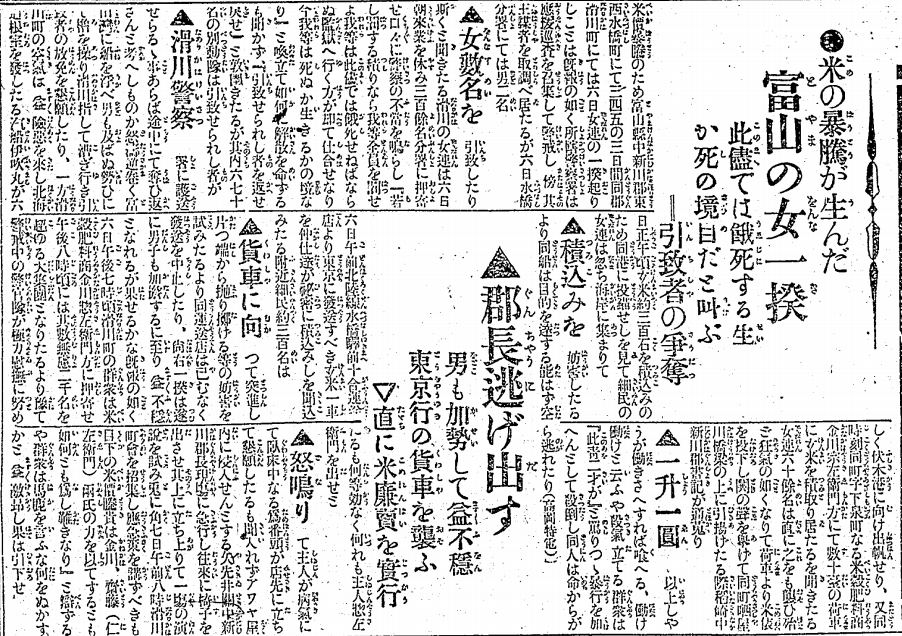
当駅にて起った米騒動を報ずる新聞記事

跨線橋の完成を報道する新聞記事

- 1908年（明治41年）11月16日：官設鉄道北陸線の富山駅 - 魚津駅間延伸により中新川郡西三郷村伊勢屋[2][3][4]（常願寺川旧河道の廃川地[5]）に開業（一般駅）。
- 1909年（明治42年）10月12日：線路名称制定により、北陸本線所属駅となる[6]。
- 1917年（大正6年）8月1日：構内に水橋電信取扱所を設置する[7]。ただし電報配達事務は行わない[7]。
- 1918年（大正7年）8月6日：当駅より東京方面へ発送されようとしていた玄米の積込が妨害される事件が起る（米騒動）[8]。
- 1926年（大正15年）7月3日：当駅 - 東岩瀬駅（現東富山駅）間に浜黒崎仮停車場が開業する[9]。
- 1944年（昭和19年）：金属類回収令により跨線橋が撤去される[10]。
- 1948年（昭和23年）8月30日：当駅 - 東岩瀬駅（現東富山駅）間の浜黒崎仮停車場が廃止される[11]。
- 1956年（昭和31年）12月7日：跨線橋が完成し、落成式を挙行する[10]。
- 1965年（昭和40年）
  - 7月20日：当駅 - 滑川駅間に上市川信号場が開業する[3]。
  - 8月25日：富山操車場 - 泊駅間が交流電化する[12]。
- 1966年（昭和41年）
  - 6月1日：当駅 - 上市川信号場間が複線化し、上市川信号場が廃止される[3][12]。
  - 12月3日：当駅 - 東富山駅間が複線化する[12]。
- 1969年（昭和44年）10月1日：営業範囲を改正し、手荷物及び小荷物の配達取扱を廃止する[13]。
- 1972年（昭和47年）10月2日：営業範囲を改正し、貨物の取扱を廃止し、旅客、手荷物及び小荷物を扱う旅客駅となる[14]。
- 1974年（昭和49年）3月14日：営業範囲を改正し、旅客及び荷物を扱う駅となる[15]。
- 1979年（昭和54年）4月7日：当駅駅前に141台が収容可能な自転車置場を工費696万円を以て設置する[16]。
- 1980年（昭和55年）10月29日：運転取扱いを廃止し、場内及び出発信号機を閉塞信号機とする[17]。
- 1985年（昭和60年）3月14日：営業範囲を改正し、荷物の取扱を廃止する[18]。
- 1987年（昭和62年）
  - 3月31日：営業範囲を改正し、旅客及び荷物（新聞紙に限る）を扱う駅となる[19]。
  - 4月1日：国鉄分割民営化により、西日本旅客鉄道（JR西日本）の駅となる[3]。
- 2000年（平成12年）4月：夜間無人駅となる[20]。
- 2015年（平成27年）
  - 3月14日：北陸新幹線金沢延伸開業に伴ってあいの風とやま鉄道が開業し[21]、同社の駅となる[1]。
  - 3月26日：ICカード「ICOCA」供用開始[22]。

## 駅構造
相対式ホーム2面2線を有する地上駅である。駅舎は1908年（明治41年）当時のものをあいの風とやま鉄道開業後も使用しているが、厳密には入り口の位置が変わっており、内壁と外壁は新しい建材に交換され、骨組みのみが創建時のまま残っている形となっている。改札口そばの壁面には、建設年を示す『明治41年』と記された金属板が残されている。跨線橋は1956年（昭和31年）に川田工業により設置された。自動券売機と便所がある。
JR北陸本線の駅としての末期は、富山地域鉄道部が管理し、ジェイアール西日本金沢メンテック（現：JR西日本金沢メンテック）が駅業務を受託する業務委託駅であった。あいの風とやま鉄道への経営移管後も業務委託駅の形態は維持されている。JR運営末期の時点でみどりの窓口は設置されていなかった。また、指定券や青春18きっぷの取り扱いも行っていた。

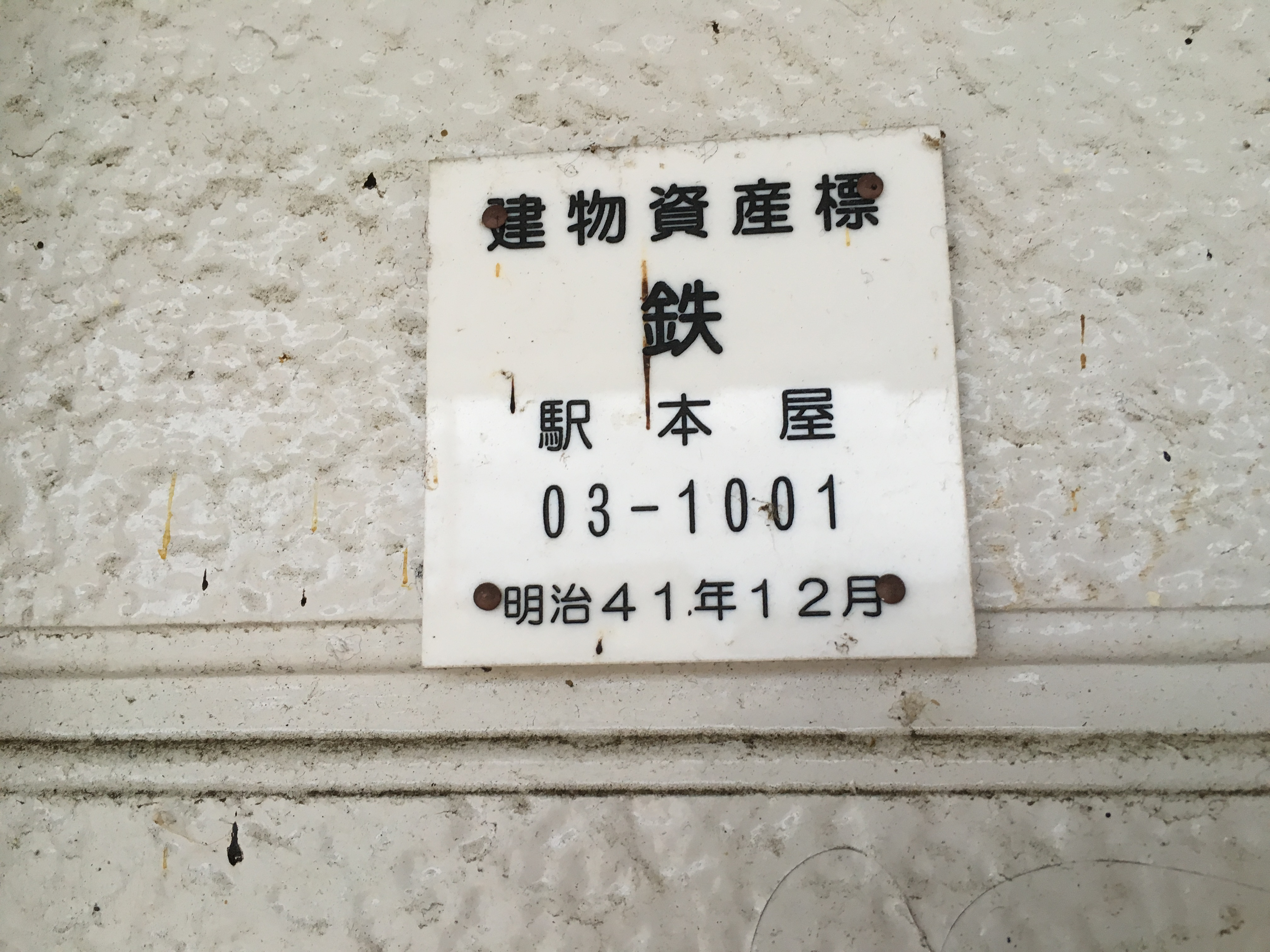
駅舎本屋建物資産標
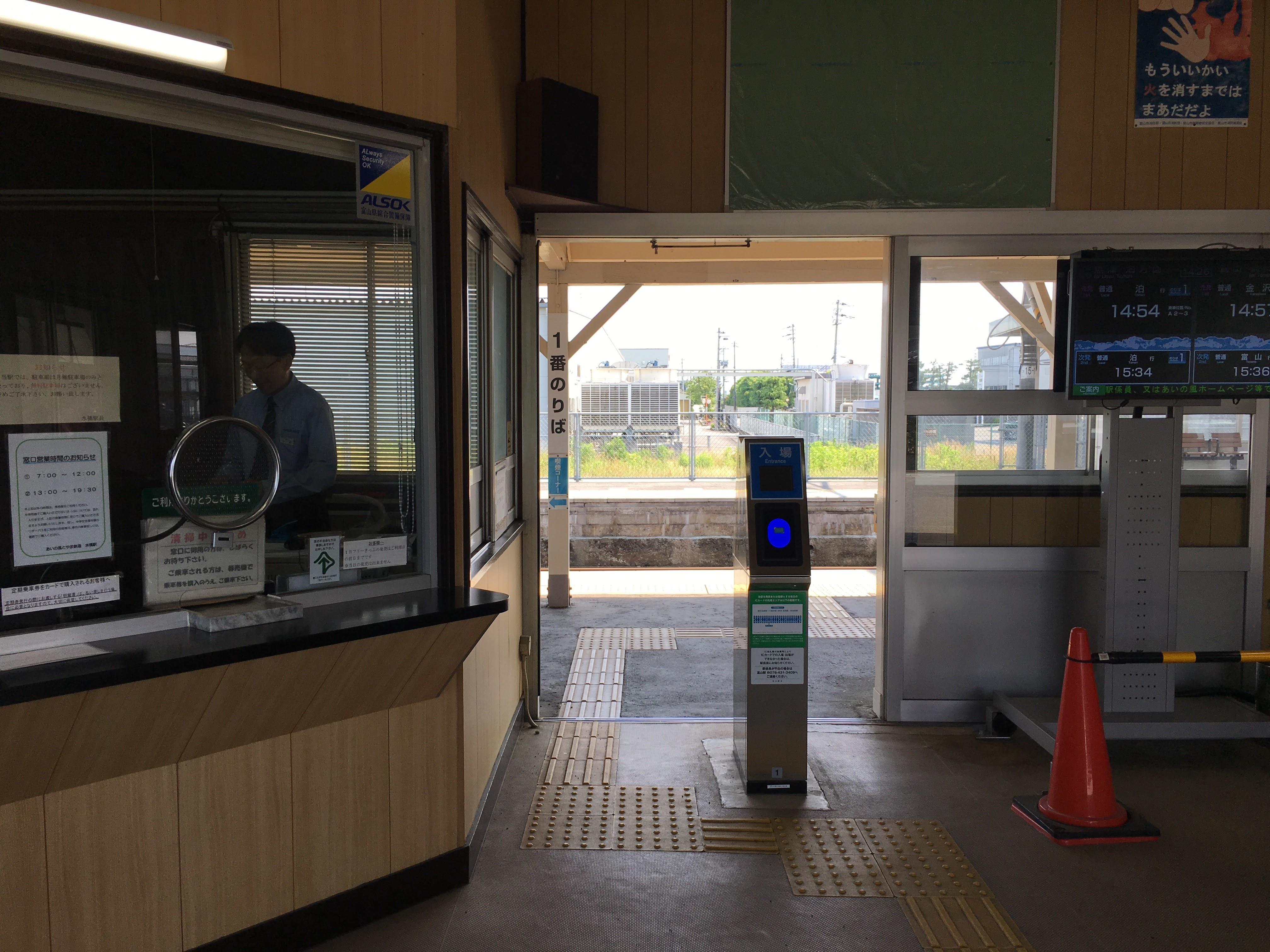
改札及び出札口
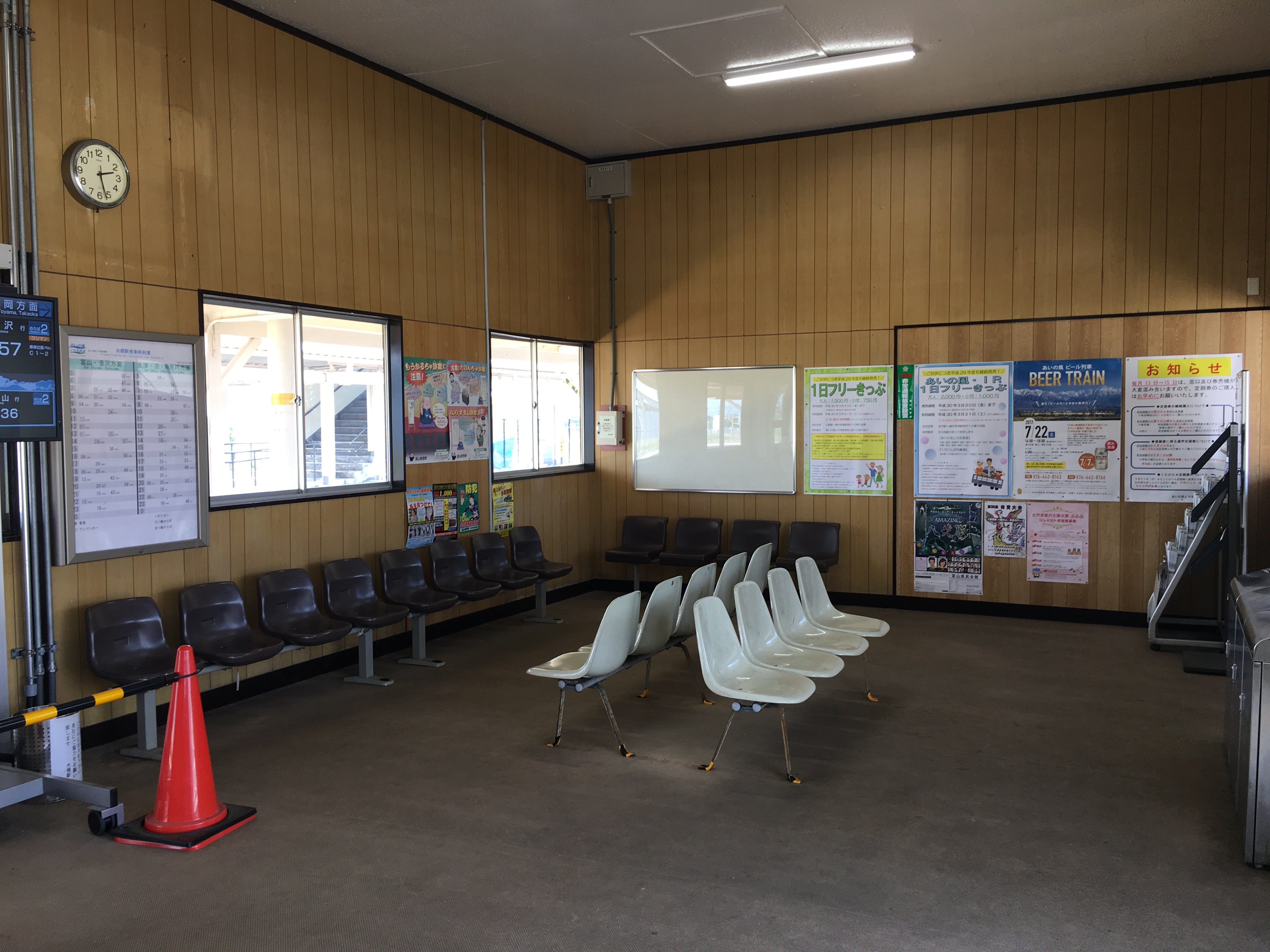
待合所
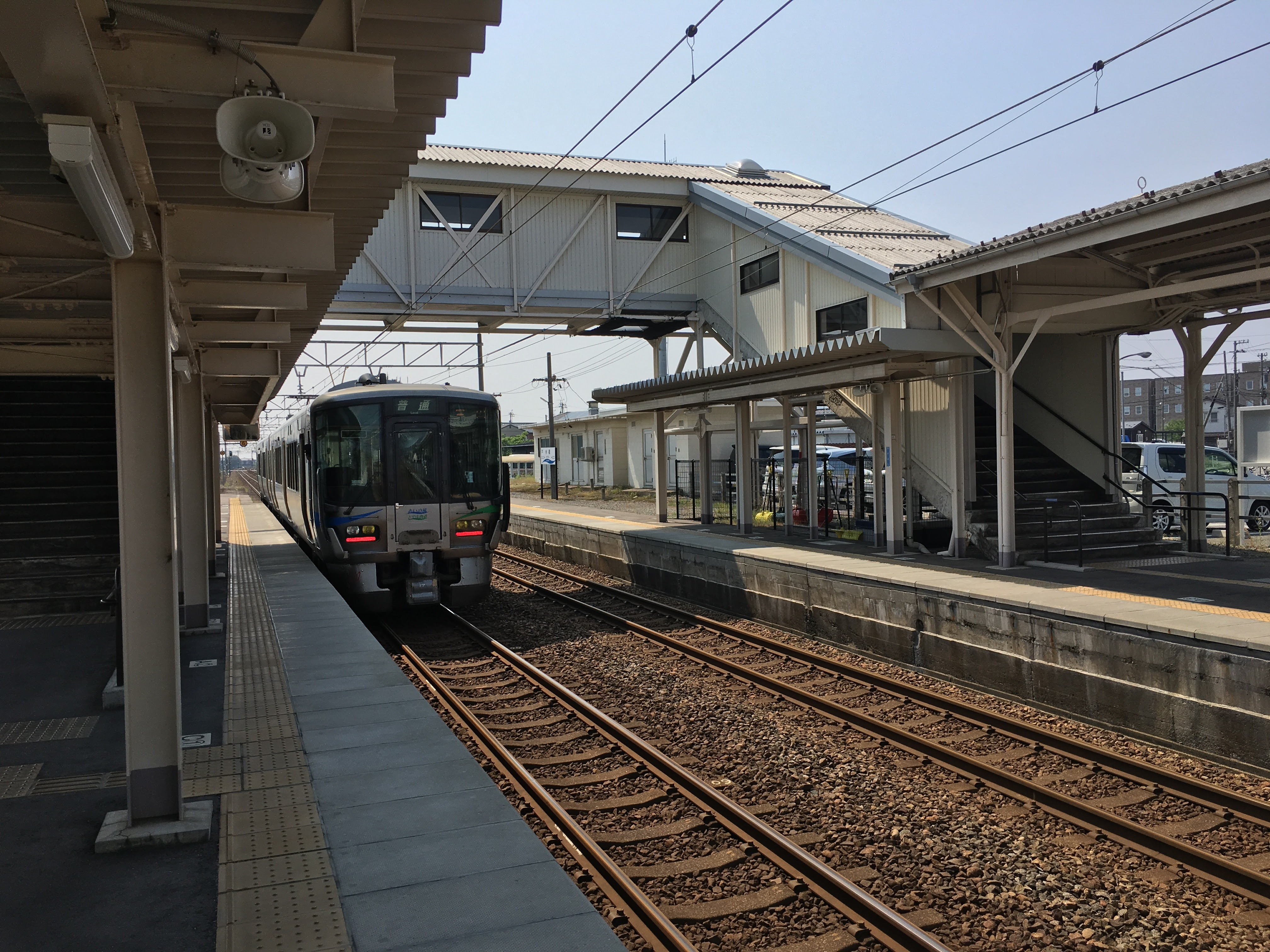
ホーム
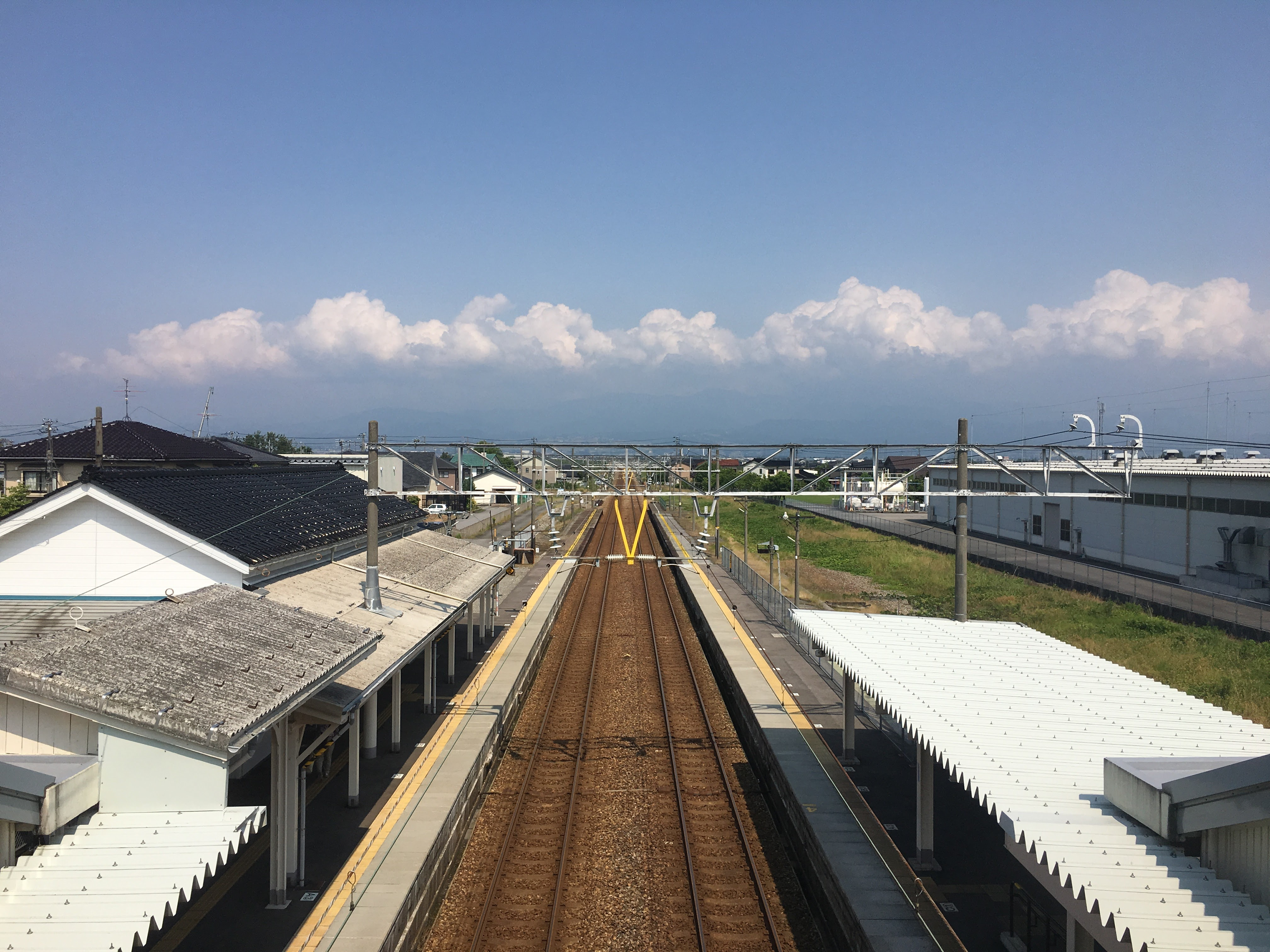
跨線橋より直江津方面を望む

### のりば
| 番線 | 路線                  | 方向 | 行先                 |
| ---- | --------------------- | ---- | -------------------- |
| 1    | ■あいの風とやま鉄道線 | 下り | 魚津・泊・糸魚川方面 |
| 2    | ■あいの風とやま鉄道線 | 上り | 富山・高岡・金沢方面 |

### 到着メロディ
2017年（平成29年）3月の新旅客案内システム導入に伴い、他の富山市内の駅と共通で、2012年（平成24年）に「富山県ふるさとの歌」として制作された「ふるさとの空」（久石譲作曲）のイントロ部のアレンジが到着メロディとして使用開始された。

## 利用状況
2020年（令和2年）度の1日平均乗車人員は686人である。
『富山県統計年鑑』によると各年度の1日平均乗車人員は以下の通り。
| 年度   | 1日平均 乗車人員 |
| ------ | ---------------- |
| 1995年 | 1,758            |
| 1996年 | 1,768            |
| 1997年 | 1,638            |
| 1998年 | 1,579            |
| 1999年 | 1,504            |
| 2000年 | 1,449            |
| 2001年 | 1,382            |
| 2002年 | 1,321            |
| 2003年 | 1,269            |
| 2004年 | 1,222            |
| 2005年 | 1,208            |
| 2006年 | 1,153            |
| 2007年 | 1,095            |
| 2008年 | 1,090            |
| 2009年 | 1,054            |
| 2010年 | 1,065            |
| 2011年 | 1,072            |
| 2012年 | 1,064            |
| 2013年 | 1,068            |
| 2014年 | 897              |
| 2015年 | 965              |
| 2016年 | 973              |
| 2017年 | 1,013            |
| 2018年 | 1,027            |
| 2019年 | 987              |
| 2020年 | 686              |

備考
1. ↑  2014年度は2015年3月13日までの計347日間を集計したデータ。3月14日から3月31日までの18日間における1日平均乗車人員は861人。

## 駅周辺
駅前には月極駐車場が多数ある。
- 世界一かわいい美術館[42]
- 富山市水橋西部地区センター
- 富山市立水橋西部小学校（徒歩15分）
- 富山市立水橋中部小学校（徒歩18分）
- 富山市立水橋中学校（徒歩15分）
- 旧・富山県立水橋高等学校
- 水橋郵便局
- にいかわ信用金庫水橋支店
- 富山第一銀行水橋支店
- 北陸銀行水橋支店
- かね七
- 富士製薬工業富山工場
- 大協薬品工業本社・富山工場
- 富山地方鉄道本線越中三郷駅（南方3km）

## バス路線
- 駅前には水橋ふれあいコミュニティバス「JR水橋駅前停留所」が存在するが、平日のみの運行である[43]。
- 富山地方鉄道バス水橋口停留所は、富山駅前行、水橋東部団地行、滑川駅前行が利用可能[44]

## 隣の駅
あいの風とやま鉄道
■あいの風とやま鉄道線
東富山駅 - 水橋駅 - 滑川駅